# Szeptaky
Szeptaky (ukr. Шептаки) – wieś na Ukrainie, w obwodzie czernihowskim, w rejonie nowogrodzkim. W 2001 liczyła 639 mieszkańców, wśród których 366 jako ojczysty język wskazało ukraiński, 272 rosyjski, a 1 białoruski.